# General Emiliano Zapata del Valle
General Emiliano Zapata del Valle är en ort i Mexiko.   Den ligger i kommunen Palenque och delstaten Chiapas, i den sydöstra delen av landet, 800 km öster om huvudstaden Mexico City. General Emiliano Zapata del Valle ligger 152 meter över havet och antalet invånare är 420.
Terrängen runt General Emiliano Zapata del Valle är huvudsakligen kuperad, men österut är den platt. Runt General Emiliano Zapata del Valle är det glesbefolkat, med 16 invånare per kvadratkilometer. Närmaste större samhälle är Cristóbal Colón, 12,6 km väster om General Emiliano Zapata del Valle. I omgivningarna runt General Emiliano Zapata del Valle växer i huvudsak städsegrön lövskog.